# Cleistogenes kitagawae
Cleistogenes kitagawae är en gräsart som beskrevs av Masaji Masazi Honda. Cleistogenes kitagawae ingår i släktet Cleistogenes, och familjen gräs. Inga underarter finns listade i Catalogue of Life.